# Basel-Landschaft
Kanton Basel-Landschaft (tiếng Đức: Basel-Landschaftⓘ; tiếng Pháp: 'Bâle-Campagne'), là một trong 26 Kanton của Thụy Sĩ. Thủ phủ của nó nằm ở Liestal. Nó có biên giới với Basel-Stadt, Solothurn, Jura và Aargau, và với vùng Grand Est của Pháp và Baden-Württemberg của Đức.